# Dashkasan
Dashkasan (en azerí: Daşkəsən) es una localidad de Azerbaiyán, capital del raión homónimo.
Se encuentra a una altitud de 1630 m sobre el nivel del mar. 

## Demografía
Según estimación 2010 contaba con 11262 habitantes.